# Џексон (Северна Каролина)
Џексон (енгл. Jackson) град је у америчкој савезној држави Северна Каролина.

## Демографија
По попису из 2010. године број становника је 513, што је 182 (-26,2%) становника мање него 2000. године.
| Група             | 2000.       | 2010.       |
| Белци             | 360 (51,8%) | 287 (55,9%) |
| Афроамериканци    | 331 (47,6%) | 219 (42,7%) |
| Азијати           | 1 (0,1%)    | 0 (0,0%)    |
| Хиспаноамериканци | 2 (0,3%)    | 5 (1,0%)    |
| Укупно            | 695         | 513         |